# Luca Holenstein
Luca Holenstein (* 1997) ist ein Schweizer Unihockeyspieler, der beim Nationalliga-A-Verein UHC Waldkirch-St. Gallen unter Vertrag steht.

## Karriere

### UHC Waldkirch-St. Gallen
Holenstein wurde beim Nationalliga-A-Verein UHC Alligator Malans im Nachwuchs ausgebildet und wechselte auf die Saison 2018/19 in die Nationalliga A zum UHC Waldkirch-St. Gallen.